# ディミトロフ (小惑星)
ディミトロフ (2371 Dimitrov) は小惑星帯に位置する小惑星。クリミア半島のクリミア天体物理天文台で、ソビエト連邦の天文学者タマラ・スミルノワによって発見された。
ブルガリアの革命家でブルガリアの首相となった、ゲオルギ・ディミトロフ(ブルガリア語:Георги Димитров Михайлов)に因んで命名された。